# Идеальный мат
|   | a | b | c | d | e | f | g | h |   |
| - | --- | --- | --- | --- | --- | --- | --- | --- | - |
| 8 | c6 белый ферзь · d6 чёрный круг · e6 чёрный круг · f6 чёрный круг · d5 чёрный круг · e5 чёрный король · f5 чёрный крест · d4 белый круг · e4 чёрный круг · f4 чёрный крест · g4 белый король · f3 белый конь | c6 белый ферзь · d6 чёрный круг · e6 чёрный круг · f6 чёрный круг · d5 чёрный круг · e5 чёрный король · f5 чёрный крест · d4 белый круг · e4 чёрный круг · f4 чёрный крест · g4 белый король · f3 белый конь | c6 белый ферзь · d6 чёрный круг · e6 чёрный круг · f6 чёрный круг · d5 чёрный круг · e5 чёрный король · f5 чёрный крест · d4 белый круг · e4 чёрный круг · f4 чёрный крест · g4 белый король · f3 белый конь | c6 белый ферзь · d6 чёрный круг · e6 чёрный круг · f6 чёрный круг · d5 чёрный круг · e5 чёрный король · f5 чёрный крест · d4 белый круг · e4 чёрный круг · f4 чёрный крест · g4 белый король · f3 белый конь | c6 белый ферзь · d6 чёрный круг · e6 чёрный круг · f6 чёрный круг · d5 чёрный круг · e5 чёрный король · f5 чёрный крест · d4 белый круг · e4 чёрный круг · f4 чёрный крест · g4 белый король · f3 белый конь | c6 белый ферзь · d6 чёрный круг · e6 чёрный круг · f6 чёрный круг · d5 чёрный круг · e5 чёрный король · f5 чёрный крест · d4 белый круг · e4 чёрный круг · f4 чёрный крест · g4 белый король · f3 белый конь | c6 белый ферзь · d6 чёрный круг · e6 чёрный круг · f6 чёрный круг · d5 чёрный круг · e5 чёрный король · f5 чёрный крест · d4 белый круг · e4 чёрный круг · f4 чёрный крест · g4 белый король · f3 белый конь | c6 белый ферзь · d6 чёрный круг · e6 чёрный круг · f6 чёрный круг · d5 чёрный круг · e5 чёрный король · f5 чёрный крест · d4 белый круг · e4 чёрный круг · f4 чёрный крест · g4 белый король · f3 белый конь | 8 |
| 7 | c6 белый ферзь · d6 чёрный круг · e6 чёрный круг · f6 чёрный круг · d5 чёрный круг · e5 чёрный король · f5 чёрный крест · d4 белый круг · e4 чёрный круг · f4 чёрный крест · g4 белый король · f3 белый конь | c6 белый ферзь · d6 чёрный круг · e6 чёрный круг · f6 чёрный круг · d5 чёрный круг · e5 чёрный король · f5 чёрный крест · d4 белый круг · e4 чёрный круг · f4 чёрный крест · g4 белый король · f3 белый конь | c6 белый ферзь · d6 чёрный круг · e6 чёрный круг · f6 чёрный круг · d5 чёрный круг · e5 чёрный король · f5 чёрный крест · d4 белый круг · e4 чёрный круг · f4 чёрный крест · g4 белый король · f3 белый конь | c6 белый ферзь · d6 чёрный круг · e6 чёрный круг · f6 чёрный круг · d5 чёрный круг · e5 чёрный король · f5 чёрный крест · d4 белый круг · e4 чёрный круг · f4 чёрный крест · g4 белый король · f3 белый конь | c6 белый ферзь · d6 чёрный круг · e6 чёрный круг · f6 чёрный круг · d5 чёрный круг · e5 чёрный король · f5 чёрный крест · d4 белый круг · e4 чёрный круг · f4 чёрный крест · g4 белый король · f3 белый конь | c6 белый ферзь · d6 чёрный круг · e6 чёрный круг · f6 чёрный круг · d5 чёрный круг · e5 чёрный король · f5 чёрный крест · d4 белый круг · e4 чёрный круг · f4 чёрный крест · g4 белый король · f3 белый конь | c6 белый ферзь · d6 чёрный круг · e6 чёрный круг · f6 чёрный круг · d5 чёрный круг · e5 чёрный король · f5 чёрный крест · d4 белый круг · e4 чёрный круг · f4 чёрный крест · g4 белый король · f3 белый конь | c6 белый ферзь · d6 чёрный круг · e6 чёрный круг · f6 чёрный круг · d5 чёрный круг · e5 чёрный король · f5 чёрный крест · d4 белый круг · e4 чёрный круг · f4 чёрный крест · g4 белый король · f3 белый конь | 7 |
| 6 | c6 белый ферзь · d6 чёрный круг · e6 чёрный круг · f6 чёрный круг · d5 чёрный круг · e5 чёрный король · f5 чёрный крест · d4 белый круг · e4 чёрный круг · f4 чёрный крест · g4 белый король · f3 белый конь | c6 белый ферзь · d6 чёрный круг · e6 чёрный круг · f6 чёрный круг · d5 чёрный круг · e5 чёрный король · f5 чёрный крест · d4 белый круг · e4 чёрный круг · f4 чёрный крест · g4 белый король · f3 белый конь | c6 белый ферзь · d6 чёрный круг · e6 чёрный круг · f6 чёрный круг · d5 чёрный круг · e5 чёрный король · f5 чёрный крест · d4 белый круг · e4 чёрный круг · f4 чёрный крест · g4 белый король · f3 белый конь | c6 белый ферзь · d6 чёрный круг · e6 чёрный круг · f6 чёрный круг · d5 чёрный круг · e5 чёрный король · f5 чёрный крест · d4 белый круг · e4 чёрный круг · f4 чёрный крест · g4 белый король · f3 белый конь | c6 белый ферзь · d6 чёрный круг · e6 чёрный круг · f6 чёрный круг · d5 чёрный круг · e5 чёрный король · f5 чёрный крест · d4 белый круг · e4 чёрный круг · f4 чёрный крест · g4 белый король · f3 белый конь | c6 белый ферзь · d6 чёрный круг · e6 чёрный круг · f6 чёрный круг · d5 чёрный круг · e5 чёрный король · f5 чёрный крест · d4 белый круг · e4 чёрный круг · f4 чёрный крест · g4 белый король · f3 белый конь | c6 белый ферзь · d6 чёрный круг · e6 чёрный круг · f6 чёрный круг · d5 чёрный круг · e5 чёрный король · f5 чёрный крест · d4 белый круг · e4 чёрный круг · f4 чёрный крест · g4 белый король · f3 белый конь | c6 белый ферзь · d6 чёрный круг · e6 чёрный круг · f6 чёрный круг · d5 чёрный круг · e5 чёрный король · f5 чёрный крест · d4 белый круг · e4 чёрный круг · f4 чёрный крест · g4 белый король · f3 белый конь | 6 |
| 5 | c6 белый ферзь · d6 чёрный круг · e6 чёрный круг · f6 чёрный круг · d5 чёрный круг · e5 чёрный король · f5 чёрный крест · d4 белый круг · e4 чёрный круг · f4 чёрный крест · g4 белый король · f3 белый конь | c6 белый ферзь · d6 чёрный круг · e6 чёрный круг · f6 чёрный круг · d5 чёрный круг · e5 чёрный король · f5 чёрный крест · d4 белый круг · e4 чёрный круг · f4 чёрный крест · g4 белый король · f3 белый конь | c6 белый ферзь · d6 чёрный круг · e6 чёрный круг · f6 чёрный круг · d5 чёрный круг · e5 чёрный король · f5 чёрный крест · d4 белый круг · e4 чёрный круг · f4 чёрный крест · g4 белый король · f3 белый конь | c6 белый ферзь · d6 чёрный круг · e6 чёрный круг · f6 чёрный круг · d5 чёрный круг · e5 чёрный король · f5 чёрный крест · d4 белый круг · e4 чёрный круг · f4 чёрный крест · g4 белый король · f3 белый конь | c6 белый ферзь · d6 чёрный круг · e6 чёрный круг · f6 чёрный круг · d5 чёрный круг · e5 чёрный король · f5 чёрный крест · d4 белый круг · e4 чёрный круг · f4 чёрный крест · g4 белый король · f3 белый конь | c6 белый ферзь · d6 чёрный круг · e6 чёрный круг · f6 чёрный круг · d5 чёрный круг · e5 чёрный король · f5 чёрный крест · d4 белый круг · e4 чёрный круг · f4 чёрный крест · g4 белый король · f3 белый конь | c6 белый ферзь · d6 чёрный круг · e6 чёрный круг · f6 чёрный круг · d5 чёрный круг · e5 чёрный король · f5 чёрный крест · d4 белый круг · e4 чёрный круг · f4 чёрный крест · g4 белый король · f3 белый конь | c6 белый ферзь · d6 чёрный круг · e6 чёрный круг · f6 чёрный круг · d5 чёрный круг · e5 чёрный король · f5 чёрный крест · d4 белый круг · e4 чёрный круг · f4 чёрный крест · g4 белый король · f3 белый конь | 5 |
| 4 | c6 белый ферзь · d6 чёрный круг · e6 чёрный круг · f6 чёрный круг · d5 чёрный круг · e5 чёрный король · f5 чёрный крест · d4 белый круг · e4 чёрный круг · f4 чёрный крест · g4 белый король · f3 белый конь | c6 белый ферзь · d6 чёрный круг · e6 чёрный круг · f6 чёрный круг · d5 чёрный круг · e5 чёрный король · f5 чёрный крест · d4 белый круг · e4 чёрный круг · f4 чёрный крест · g4 белый король · f3 белый конь | c6 белый ферзь · d6 чёрный круг · e6 чёрный круг · f6 чёрный круг · d5 чёрный круг · e5 чёрный король · f5 чёрный крест · d4 белый круг · e4 чёрный круг · f4 чёрный крест · g4 белый король · f3 белый конь | c6 белый ферзь · d6 чёрный круг · e6 чёрный круг · f6 чёрный круг · d5 чёрный круг · e5 чёрный король · f5 чёрный крест · d4 белый круг · e4 чёрный круг · f4 чёрный крест · g4 белый король · f3 белый конь | c6 белый ферзь · d6 чёрный круг · e6 чёрный круг · f6 чёрный круг · d5 чёрный круг · e5 чёрный король · f5 чёрный крест · d4 белый круг · e4 чёрный круг · f4 чёрный крест · g4 белый король · f3 белый конь | c6 белый ферзь · d6 чёрный круг · e6 чёрный круг · f6 чёрный круг · d5 чёрный круг · e5 чёрный король · f5 чёрный крест · d4 белый круг · e4 чёрный круг · f4 чёрный крест · g4 белый король · f3 белый конь | c6 белый ферзь · d6 чёрный круг · e6 чёрный круг · f6 чёрный круг · d5 чёрный круг · e5 чёрный король · f5 чёрный крест · d4 белый круг · e4 чёрный круг · f4 чёрный крест · g4 белый король · f3 белый конь | c6 белый ферзь · d6 чёрный круг · e6 чёрный круг · f6 чёрный круг · d5 чёрный круг · e5 чёрный король · f5 чёрный крест · d4 белый круг · e4 чёрный круг · f4 чёрный крест · g4 белый король · f3 белый конь | 4 |
| 3 | c6 белый ферзь · d6 чёрный круг · e6 чёрный круг · f6 чёрный круг · d5 чёрный круг · e5 чёрный король · f5 чёрный крест · d4 белый круг · e4 чёрный круг · f4 чёрный крест · g4 белый король · f3 белый конь | c6 белый ферзь · d6 чёрный круг · e6 чёрный круг · f6 чёрный круг · d5 чёрный круг · e5 чёрный король · f5 чёрный крест · d4 белый круг · e4 чёрный круг · f4 чёрный крест · g4 белый король · f3 белый конь | c6 белый ферзь · d6 чёрный круг · e6 чёрный круг · f6 чёрный круг · d5 чёрный круг · e5 чёрный король · f5 чёрный крест · d4 белый круг · e4 чёрный круг · f4 чёрный крест · g4 белый король · f3 белый конь | c6 белый ферзь · d6 чёрный круг · e6 чёрный круг · f6 чёрный круг · d5 чёрный круг · e5 чёрный король · f5 чёрный крест · d4 белый круг · e4 чёрный круг · f4 чёрный крест · g4 белый король · f3 белый конь | c6 белый ферзь · d6 чёрный круг · e6 чёрный круг · f6 чёрный круг · d5 чёрный круг · e5 чёрный король · f5 чёрный крест · d4 белый круг · e4 чёрный круг · f4 чёрный крест · g4 белый король · f3 белый конь | c6 белый ферзь · d6 чёрный круг · e6 чёрный круг · f6 чёрный круг · d5 чёрный круг · e5 чёрный король · f5 чёрный крест · d4 белый круг · e4 чёрный круг · f4 чёрный крест · g4 белый король · f3 белый конь | c6 белый ферзь · d6 чёрный круг · e6 чёрный круг · f6 чёрный круг · d5 чёрный круг · e5 чёрный король · f5 чёрный крест · d4 белый круг · e4 чёрный круг · f4 чёрный крест · g4 белый король · f3 белый конь | c6 белый ферзь · d6 чёрный круг · e6 чёрный круг · f6 чёрный круг · d5 чёрный круг · e5 чёрный король · f5 чёрный крест · d4 белый круг · e4 чёрный круг · f4 чёрный крест · g4 белый король · f3 белый конь | 3 |
| 2 | c6 белый ферзь · d6 чёрный круг · e6 чёрный круг · f6 чёрный круг · d5 чёрный круг · e5 чёрный король · f5 чёрный крест · d4 белый круг · e4 чёрный круг · f4 чёрный крест · g4 белый король · f3 белый конь | c6 белый ферзь · d6 чёрный круг · e6 чёрный круг · f6 чёрный круг · d5 чёрный круг · e5 чёрный король · f5 чёрный крест · d4 белый круг · e4 чёрный круг · f4 чёрный крест · g4 белый король · f3 белый конь | c6 белый ферзь · d6 чёрный круг · e6 чёрный круг · f6 чёрный круг · d5 чёрный круг · e5 чёрный король · f5 чёрный крест · d4 белый круг · e4 чёрный круг · f4 чёрный крест · g4 белый король · f3 белый конь | c6 белый ферзь · d6 чёрный круг · e6 чёрный круг · f6 чёрный круг · d5 чёрный круг · e5 чёрный король · f5 чёрный крест · d4 белый круг · e4 чёрный круг · f4 чёрный крест · g4 белый король · f3 белый конь | c6 белый ферзь · d6 чёрный круг · e6 чёрный круг · f6 чёрный круг · d5 чёрный круг · e5 чёрный король · f5 чёрный крест · d4 белый круг · e4 чёрный круг · f4 чёрный крест · g4 белый король · f3 белый конь | c6 белый ферзь · d6 чёрный круг · e6 чёрный круг · f6 чёрный круг · d5 чёрный круг · e5 чёрный король · f5 чёрный крест · d4 белый круг · e4 чёрный круг · f4 чёрный крест · g4 белый король · f3 белый конь | c6 белый ферзь · d6 чёрный круг · e6 чёрный круг · f6 чёрный круг · d5 чёрный круг · e5 чёрный король · f5 чёрный крест · d4 белый круг · e4 чёрный круг · f4 чёрный крест · g4 белый король · f3 белый конь | c6 белый ферзь · d6 чёрный круг · e6 чёрный круг · f6 чёрный круг · d5 чёрный круг · e5 чёрный король · f5 чёрный крест · d4 белый круг · e4 чёрный круг · f4 чёрный крест · g4 белый король · f3 белый конь | 2 |
| 1 | c6 белый ферзь · d6 чёрный круг · e6 чёрный круг · f6 чёрный круг · d5 чёрный круг · e5 чёрный король · f5 чёрный крест · d4 белый круг · e4 чёрный круг · f4 чёрный крест · g4 белый король · f3 белый конь | c6 белый ферзь · d6 чёрный круг · e6 чёрный круг · f6 чёрный круг · d5 чёрный круг · e5 чёрный король · f5 чёрный крест · d4 белый круг · e4 чёрный круг · f4 чёрный крест · g4 белый король · f3 белый конь | c6 белый ферзь · d6 чёрный круг · e6 чёрный круг · f6 чёрный круг · d5 чёрный круг · e5 чёрный король · f5 чёрный крест · d4 белый круг · e4 чёрный круг · f4 чёрный крест · g4 белый король · f3 белый конь | c6 белый ферзь · d6 чёрный круг · e6 чёрный круг · f6 чёрный круг · d5 чёрный круг · e5 чёрный король · f5 чёрный крест · d4 белый круг · e4 чёрный круг · f4 чёрный крест · g4 белый король · f3 белый конь | c6 белый ферзь · d6 чёрный круг · e6 чёрный круг · f6 чёрный круг · d5 чёрный круг · e5 чёрный король · f5 чёрный крест · d4 белый круг · e4 чёрный круг · f4 чёрный крест · g4 белый король · f3 белый конь | c6 белый ферзь · d6 чёрный круг · e6 чёрный круг · f6 чёрный круг · d5 чёрный круг · e5 чёрный король · f5 чёрный крест · d4 белый круг · e4 чёрный круг · f4 чёрный крест · g4 белый король · f3 белый конь | c6 белый ферзь · d6 чёрный круг · e6 чёрный круг · f6 чёрный круг · d5 чёрный круг · e5 чёрный король · f5 чёрный крест · d4 белый круг · e4 чёрный круг · f4 чёрный крест · g4 белый король · f3 белый конь | c6 белый ферзь · d6 чёрный круг · e6 чёрный круг · f6 чёрный круг · d5 чёрный круг · e5 чёрный король · f5 чёрный крест · d4 белый круг · e4 чёрный круг · f4 чёрный крест · g4 белый король · f3 белый конь | 1 |
|   | a | b | c | d | e | f | g | h |   |

Идеа́льный мат, в шахматах и шахматной композиции — разновидность правильного мата. В идеальном мате задействованы все фигуры и пешки сторон, находящиеся на доске, а все свободные поля вокруг атакованного короля бьются противоположной стороной ровно один раз, либо заняты собственными фигурами или пешками.
В США издаётся Ideal Mate Review — журнал, специализирующийся на шахматных композициях, завершающихся идеальными матами.